# San Nicola di Bari (Mattia Preti Napoli)
Il San Nicola di Bari è un dipinto olio su tela (217×156 cm) di Mattia Preti eseguito nel 1653 circa e conservato presso il Museo nazionale di Capodimonte a Napoli.

## Storia e descrizione
Il primo documento certo inerente alla tela risale al 20 dicembre del 1653, dal quale risulta un trasferimento di 40 ducati da Isabella Gallo a Mattia Preti a saldo di un compenso (pattuito per 50 ducati complessivi) per una tale su san Nicola. La commessa prevedeva che il dipinto fosse eseguito per la chiesa di San Domenico Soriano, edificio noto per essere "punto di ritrovo" per i calabresi trasferiti nella capitale vicereale, che di fatto proprio per questo motivo rappresenta il primo cantiere su cui fu chiamato a lavorare il Preti, per il quale eseguì anche gli affreschi della cupola, distrutti poi nel corso dell'Ottocento.
Il dipinto doveva essere collocato nella cappella Gallo-Coscia (dedicata a san Nicola), acquistata nel 1649 da Isabella alla morte del marito, Domenico Coscia, nativo di Badolato, in provincia di Catanzaro, per una cifra di 150 ducati. Dai documenti d'archivio noti, il dipinto risulta essere la prima opera di Mattia Preti una volta giunto in terra napoletana.
Con la soppressione dell'ente religioso sotto il periodo borbonico, nel 1806, l'opera, con anche altre eseguite dallo stesso Preti per quella chiesa, entrò nelle disponibilità del Real Museo Borbonico sito nel palazzo dei Regi Studi (dove attualmente è il Museo archeologico nazionale di Napoli). Nel 1843 la tela viene incisa e segnalata su tutte le guide della città, divenendo una delle opere pittoriche monumentali catalogate entro le collezioni borboniche.
L'opera fu particolarmente apprezzata anche dai pittori contemporanei, che ne elogiarono il gioco di luci ed ombre, molto raffinato nell'uso del giallo disposto lungo la veste del santo, nel pastorale, negli abiti degli angioletti in basso e nelle tre sfere d'oro, attributo questo fedele all'iconografia classica. Longhi ebbe a dire dell'opera: «la creazione di Preti è l'affioramento armonico delle masse lungo i piani capitali della luce».
Una successiva versione del dipinto, datata 1657 e di dimensioni più grandi (315×210 cm) è nella Pinacoteca civica di Fano, mentre nella chiesa di Santa Teresa degli Scalzi a Napoli è una copia antica della versione di Capodimonte.